# Нация (партия в България)
„Нация“ е евроскептична политическа партия в България. Тя е основана през 2021 г. Председател на партията е Кирил Гумнеров.
На парламентарните избори през април 2021 г. партията се явява с бюлетина №15, като получава 897 (или 0,03% подкрепа).
На парламентарните избори през 2023 г. партията участва в коалиция „Вън от ЕС и НАТО“, с бюлетина №21.

## Ръководство
Ръководство според сайта на партията към 7 март 2023 г.:
- Кирил Гумнеров – председател
- Антон Дабевски – заместник-председател
- Илиян Пеевски – заместник-председател
- Валентин Василев – заместник-председател
- Ясен Стоянов – заместник-председател